# Soirée enquête
Une soirée enquête est un jeu de rôle grandeur nature, de type murder party. Ce terme désigne un format particulier de jeux publiés en France par les éditeurs SPSR et Asmodée.

## Apparition
À la fin des années 1990, l'éditeur SPSR (Sans Peur et Sans Reproches) a publié une collection de « Soirées Enquête » dont le format « clé en mains » a permis de faire découvrir les jeux de rôle grandeur nature policiers à de nombreuses personnes. Après avoir publié six soirées enquête, SPSR a disparu et la collection a fini par s'épuiser. À la suite de recherches approfondies, les différents auteurs ont été sollicités pour obtenir leur accord quant à la publication de ces soirées enquête sur Internet libres de droit. La société Asmodée a racheté SPSR et édité trois autres soirées enquêtes, utilisant le même système et écrites par Guillaume Montiage. D'autres scénarios utilisant le même principe ont été publiées sur Internet ou dans des fanzines.

## Format
Les soirées enquêtes sont éditées sous forme de livrets, chacun permettant à un organisateur de préparer une soirée de jeu pendant laquelle environ 8 ou 9 joueurs incarneront les différents protagonistes d'une enquête, l'un des personnages étant l'auteur à démasquer d'un crime. Les livrets comprennent la description de chacun des personnages à distribuer au joueur (conseils d'interprétation et de déguisement, background), les indices de départ pour chacun d'eux et le système de jeu (points d'actions disponibles et comment les utiliser au cours de la soirée pour obtenir des indices), ainsi que les indices disponibles, le fin mot de l'histoire et les conseils pour l'organisateur. Les soirées enquêtes les plus récentes (éditées par Asmodée) incluent également des indices physiques, matérialisés par de véritables petits objets, en plus des indices papier. La durée moyenne d'une soirée enquête est d'environ quatre heures, et nécessite comme espace de jeu normalement au moins une grande pièce où les participants interagissent et une seconde petite pièce pour les conciliabules entre l'organisateur et un joueur ou des joueurs entre eux.

## Parutions
Les titres édités furent, dans l'ordre de parution:
- Série noire à l'encre rouge: première soirée enquête publiée par SPSR[2]. La soirée a pour thème l'invitation de plusieurs connaissances chez un écrivain vivant en solitaire sur une île au large des côtes de la Bretagne, et qui meurt peu de temps après leur arrivée[2].
- Cinq cadavres à la une : l'objectif de cette soirée est de découvrir qui a assassiné les coupables du meurtre des animateurs d'une station de télévision, parmi les responsables de la chaîne, un livreur de pizza et un syndicaliste enfermés par un policier[2].
- Dieu est mort : cette soirée est basée sur l'univers du jeu de rôle In Nomine Satanis - Magna Veritas[2]. Tel que le titre de la soirée l'indique, Dieu est mort, et quatre archanges ainsi que cinq princes-démons figurent sur la liste des suspects[2].
- OVNI soit qui mal y pense : cette soirée, basée sur une ambiance de conspiration à la X-Files, s'intéresse à la mort d'un archéologue, assassiné lors d'une soirée prévue pour dévoiler ses preuves de l'existence des extra-terrestres, en présence de plusieurs invités[2].
- L'ivresse des profondeurs : cette soirée est basée sur l'univers du jeu de rôle L'Appel de cthulhu et donc sur les écrits de H. P. Lovecraft[2]. Noël 1925: un cryptozoologue est assassiné dans un sous-marin alors qu'il y avait invité des amis à explorer le Loch Ness; évidemment, le coupable doit être à bord[2].
- Les Salauds se cachent pour mourir : cette soirée est dans le style de Tarantino, où des cambrioleurs de banque sont terrés alors qu'ils sont recherchés par la police après une tentative qui a mal tourné, visiblement à cause d'un traître parmi eux[2].
- Les vertiges du Ka : cette soirée, basée sur le jeu de rôle Nephilim et dans laquelle un Nephelim est assassiné alors qu'il devait se transformer en Selenim lors d'un rituel[2], devait être la suivante publiée par SPSR, mais ne fut jamais publié commercialement à cause de la fermeture de la société.
- Beverly place
- La mort s'habille de blanc
- Meurtre à Casablanca

Les trois derniers listés ont été produits par la société Asmodée.

## Règles
Les soirées enquête ont un système de règles spécifiques basé sur l'utilisation de « points d'action ». Les soirées enquêtes sont des jeux de rôle grandeur nature en huis clos de courte durée avec des règles simples. Il a aussi existé des boîtes de jeu portant des noms approchants (soirée de meurtre) : il s'agissait plus de jeu de société avec un thème policier, que l'on peut assimiler à des murder parties où le jeu de rôle serait très réduit. Le format boîte de jeu comportait de façon générale une cassette audio et des livrets pour le jeu, ce dernier étant découpé en actes ou scènes.